# Цаплин, Валерий Анатольевич
Валерий Анатольевич Цаплин (6 июня 1959 — 16 июня 2016) — советский и российский художник, Заслуженный художник Российской Федерации.

## Биография
Валерий Цаплин родился в Рыбинске в семье художника-оформителя, где и началось его первоначальное художественное образование. Мальчик много рисовал и воплощал свои первые художественные образы в пластилине. Часто посещал музей. Особое внимание уделял живописным произведениям. Позднее он так вспоминал о своих детских впечатлениях:

Изучая ту или иную картину, видишь, с каким мастерством и выдержанной системой подходят художники к своим работам…— Валерий Цаплин
В 1978 году окончил Ярославское художественное училище. Потурай Пётр Владимирович и Чурин Александр Александрович — педагоги, которые помогли ему получить знания, привили культуру и художественный вкус.
1982—1988 годы — обучение в Ленинградском институте живописи, скульптуры и архитектуры им. И. Е. Репина на графическом факультете. На третьем курсе института проходил практику в Арктике, на корабле. Рисовал портреты моряков и суровые арктические пейзажи.
В студенческие годы часто бывал в Эрмитаже, где увлёкся шедеврами фламандской живописи. Это повлияло на выбор темы для дипломной работы — Легенда об Уленшпигеле Шарля де Костера. По мотивам этого произведения была создана серия литографий из семи листов. Дипломная работа получила оценку «Отлично» и была отмечена «похвалой совета». В 1988 году на Всесоюзном конкурсе дипломных работ среди художественных ВУЗов Валерий Цаплин был удостоен Золотой медали Академии художеств СССР.
Помимо дипломной работы, в том же 1988 году художник создал серию литографий и офортов — «Сказки и быль». В работах воплотились фантастические образы Бабы Яги, Лешего, Домового, Водяного, Кощея Бессмертного. Позднее художник не раз возвращался к теме сказок: «Морской царь», «Лесной пир», «Лесной человек».
Ещё во время обучения в институте, на выездной практике были созданы натурные акварели: «Ольха», «Баренцево море», «Арктика», «Павловск», «Весна», «Пошехония». Серия натурных пейзажей продолжилась и в масляной живописи: «Выпал снег», «Лес. Пейзаж», «Тропинка в лесу», «Весна в саду. Яблони» и «Вишни». Многие живописные картины созданы в сложной технике многослойной живописи, которую называют фламандской школой.
Валерий Цаплин всю жизнь был полностью предан старой школе. Ему по-настоящему была близка эпоха XV—XVI веков. По мнению художника, именно тогда творилось настоящее искусство. И образы средневековья очень ярко отражались в его работах. Единороги, прекрасные дамы, рыцари и сражения рождались его творческой фантазией. Одна из наиболее заметных и значимых картин — «Поединок», написанная Валерием Цаплиным в 2001 году. На картине изображена схватка двух средневековых рыцарей.
В студенческие годы участвовал в городских, областных и всесоюзных выставках:
- Студенческая молодёжная выставка в 1986 году
- Молодёжная выставка «Страна Советов» 1987 году
- 9-я Всесоюзная выставка молодых художников, посвященная 70-летию ВЛКСМ.

Участие в международных выставках — в Германии, в Польше, во Франции:
- Международной студенческой молодёжной выставки: ГДР, Польша в 1986 году
- Творческие поездки — Саяно-Шушенская ГЭС,

Работа в Домах творчества:
- «Академическая дача», 1988 год
- «Челюскинская», 1989 год
- «Гурзуф», 1990 год

В 1989 году Валерий Цаплин стал Членом Союза художников России. В 2009 году присвоено почётное звание Заслуженный художник Российской Федерации.
Умер в Рыбинске 16 июня 2016 года.

## Работы
- Правда и вымысел. Литография. 1991 год
- Блудный сын. Холст, масло. 1991 год
- Спас Нерукотворный. 1994 год
- Рыбаки. 1996 год
- Благовещение. 1997 год
- Поединок. 2001 год

## Персональные выставки
- 1985 — Рыбинск
- 1999 — Ярославль
- 1996 — Москва
- 1996 — Санкт-Петербург
- 2007 — Ярославль
- 2014 — Ярославль